# Listă de edituri din Republica Moldova
Aceasta este o listă de edituri din Republica Moldova, care le include și pe cele defuncte.

## A
- Editura Academiei Republicii Moldova
- Editura AGEPI
- Editura ARC

## B
Biblion

## C
- Cartea Moldovei
- Cartea Moldovenească
- Editura Cartier

## G
Garomont Studio

## H
Humanitas

## L
- Litera
- Lumina

## P
- Prut Internațional
- Pontos

## R
- RP Editor

## Ș
- Întreprinderea Editorial-Poligrafică „Știința”

## T
- Tehnica-Info
- Teora
- Tera

## U
- Univers Pedagogic
- Universul

## V
| Cuprins                                                     |
| ----------------------------------------------------------- |
| A Ă B C D E F G H I Î J K L M N O P Q R S Ș T Ț U V W X Y Z |